# Reforma agrària

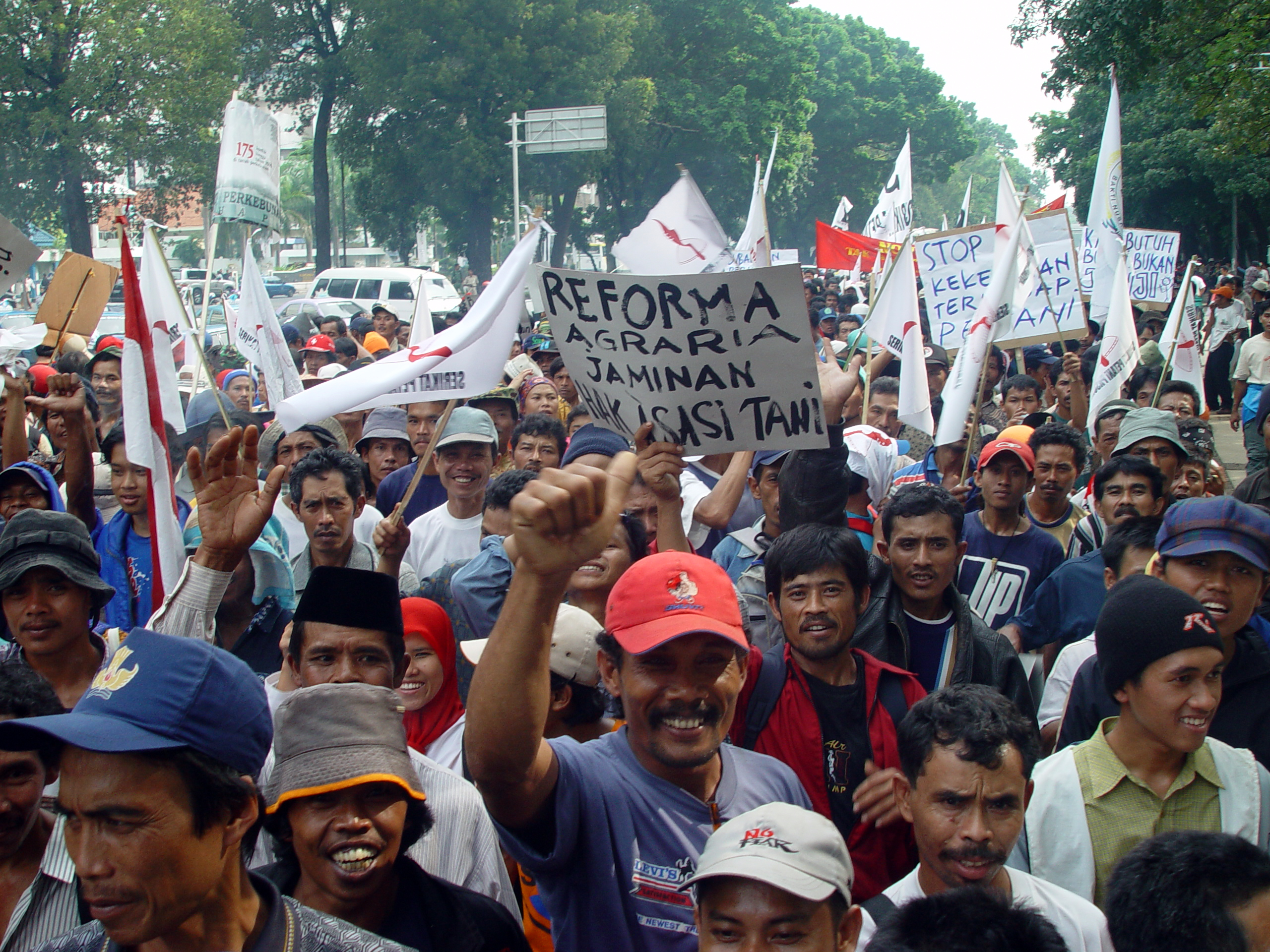
Grangers manifestant-se a favor de la reforma agrària a Indonèsia.

Una reforma agrària és un procés polític que té com a objectiu modificar de manera ràpida i profunda el règim de propietat i el sistema d'explotació de la terra, per tal d'ampliar el nombre de petits i mitjans propietaris i augmentar la producció agrària.